# Edward William Brayley
Edward William Brayley (* 28. September 1801 in London; † 1. Februar 1870 in London) war ein englischer Geograph.
Sein Vater war der Antiquar und Topograph Edward Wedlake Brayley (1773–1854). Er ging zunächst in der Firma seiner Brüder Henry und Horatio in die Lehre. Später studierte an der London Institution und der Royal Institution bei Michael Faraday und William Thomas Brande. Danach wurde er Lehrer und 1834 Bibliothekar an der London Institution. Im Jahr 1854 wurde er in die Royal Society gewählt. Seit 1842 war er gewähltes Mitglied der American Philosophical Society. 1865 wurde er Professor der physikalischen Geographie und Meteorologie an der London Institution.
Er war Mitherausgeber der Annalen der Philosophie, des Zoological Journal und des Philosophical Magazine. Nach ihm wurde der Mondkrater Brayley benannt.

## Veröffentlichungen
- Notes on the Apparent Universality of a Principle Analogous to Regelation, on the Physical Nature of Glass, and on the Probable Existence of Water in a State Corresponding to That of Glass; In Proceedings of the Royal Society of London, 10, 1859–1860, S. 450ff.

## Einzelnachweis
1. ↑  Member History: Edward W. Brayley. American Philosophical Society, abgerufen am 18. Mai 2018.

| Personendaten    | Personendaten           |
| ---------------- | ----------------------- |
| NAME             | Brayley, Edward William |
| KURZBESCHREIBUNG | englischer Geograph     |
| GEBURTSDATUM     | 28. September 1801      |
| GEBURTSORT       | London                  |
| STERBEDATUM      | 1. Februar 1870         |
| STERBEORT        | London                  |